# 王汝霖 (嘉慶進士)
王汝霖，字云石。江苏南通人。清朝政治人物、進士出身。
嘉慶六年，登辛酉恩科進士三甲第32名进士，授山东即用知县，著有《存吾斋诗钞》。